# Copa do Mundo de Esqui Alpino de 1991
A Copa do Mundo de Esqui Alpino de 1991 foi a 25º edição da Copa do Mundo, ela foi iniciada em agosto de 1990 na Nova Zelândia e finalizada em março de 1990 nos Estados Unidos.
O luxemburguês Marc Girardelli venceu no masculino, enquanto no feminino a austríaca Petra Kronberger foi a campeã geral.